# NGC 1381
NGC 1381 este o galaxie lenticulară situată în constelația Cuptorul. A fost descoperită în 1865 de către Johann Friedrich Julius Schmidt⁠(d). Se află la o distanță de 21,78 de megaparseci de Pământ.